# Herm (Landy)
Herm – miejscowość i gmina we Francji, w regionie Nowa Akwitania, w departamencie Landy.
Według danych na rok 1990 gminę zamieszkiwały 694 osoby, a gęstość zaludnienia wynosiła 13 osób/km² (wśród 2290 gmin Akwitanii Herm plasuje się na 582. miejscu pod względem liczby ludności, natomiast pod względem powierzchni na miejscu 109.).